# 埃奈凯什·伊什特万
埃奈凯什·伊什特万（匈牙利語：Énekes István，1911年2月20日—1940年1月2日），匈牙利男子拳击运动员。他曾代表匈牙利参加1932年夏季奥林匹克运动会拳击比赛，获得男子蝇量级金牌。